# Gigi Gryce
George General Grice, Jr, dit Gigi Gryce, né le 28 novembre 1925 à Pensacola, Floride, mort le 14 mars 1983, est un saxophoniste et compositeur de jazz américain.

## Biographie

### Jeunesse
Né George General Grice le 28 novembre 1925 à Pensacola, Gigi Gryce grandit à Hartford.
Il passe quelque temps dans la Navy, où il rencontre des musiciens comme Clark Terry, Jimmy Nottingham (en) ou Willie Smith[Lequel ?]. En discutant avec eux, il abandonne son idée d'être médecin pour devenir musicien.
À partir de 1948, il étudie au conservatoire de Boston, où il apprend la composition classique auprès de Daniel Pinkham (en) et Alan Hovhaness. Il obtient une bourse Fulbright, qui lui permet d'aller étudier à Paris. Certaines sources affirment qu'il étudie auprès de Nadia Boulanger et Arthur Honegger, mais ces affirmations sont difficilement vérifiables. C'est sans doute à Paris que Gryce se convertit à l'Islam et adopte le nom de Basheer Qusim.
Il compose plusieurs œuvres classiques modernes : trois symphonies, un ballet (The Dance of the Green Witches), un poème symphonique (Gashiya-The Overwhelming Event) et de nombreuses œuvres de musique de chambre (fugues, sonates, quatuors à cordes, œuvres pour piano à deux et quatre mains.
En parallèle, Gryce étudie le jazz auprès de saxophonistes méconnus : les altistes Ray Shep, Andrew 'Goon' Gardner et Harry Curtis et le ténor Julius Pogue. S'il joue principalement du saxophone alto, Gryce joue également du saxophone ténor et baryton, de la clarinette, de la flûte et du piccolo : on l'entend jouer de ces instruments sur l'album Gigi Gryce (en) (1958).

### Carrière de musicien
Alors qu'il étudie encore au conservatoire de Boston, Gigi Gryce écrit des arrangements pour Sabby Lewis (en), et joue avec Howard McGhee et Thelonious Monk. Stan Getz le remarque et lui demande des arrangements. En 1951, Getz enregistre trois compositions de Gryce, Yvette, Wildwood et Mosquito Knees,. 
Après son passage à Paris à la suite de sa bourse Fulbright, Gryce s'installe à New York, où il écrit des arrangements pour Howard McGhee et Max Roach. À l'été 1953, il rejoint le groupe de Tadd Dameron, et à l'automne il joue avec Lionel Hampton, avec qui il tourne en Europe. Dans ce groupe, il rencontre la jeune génération du jazz de l'époque : Clifford Brown, Art Farmer ou Quincy Jones. Dans le dos d'Hampton, ces musiciens enregistrent à Paris pour Vogue,.
En 1954, de retour à Manhattan, il joue en quintet avec Art Farmer.
De 1955 à 1958, il dirige avec Donald Byrd le Jazz Lab Quintet,.
En 1955 paraît Nica's Tempo (en), avec un orchestre et un quartet qui comprend Thelonious Monk. En 1957, le pianiste l'invite à participer à Monk's Music. Gryce décrit cette session comme l'une des plus difficiles et les plus humiliantes qu'il ait connues (alors que pour Nica's Tempo les premières prises avaient suffi).
Il travaille également avec Oscar Pettiford en tant qu'instrumentiste, arrangeur et compositeur.
Entre 1959 et 1961, il a un quintet orienté blues avec Richard Williams,.
Par ailleurs, Gryce est un des premiers musiciens noirs à créer sa maison d'édition, Gryce's Melotone, afin de contrôler sa production créative et celle de ses collègues musiciens.

### Enseignement
En 1961, après moins de 10 ans de carrière, il arrête brutalement sa carrière de musicien pour se concentrer exclusivement sur l'enseignement à Long Island. Une école porte même son nom dans le Bronx, la PS53 Basheer Qusim School (utilisant son nom musulman).
Bien qu'on ignore la raison de ce choix, plusieurs possibilités sont évoquées : pressions psychologiques, intérêts commerciaux et éditorial, drame personnel. Malgré sa maison d'édition, Gryce restait à la merci des maisons de disque, qui contrôlaient les droits sur la musique.

### Vie privée
Gigi Gryce épouse Eleanor Sears en 1953. Ils ont trois enfants : Bashir, Laila et Lynette. Ils se séparent en 1964.
Il se remarie, sous le nom de famille de Qusim, avec Ollie.

### Décès
Alors qu'il est en convalescence à Pensacola, il meurt d'un infarctus du myocarde le 14 mars 1983.

## Style
Gigi Gryce est un bon saxophoniste alto, mais il est surtout resté dans les mémoires pour son talent de compositeur.
Il a notamment écrit Minority, devenu un standard de jazz.

## Discographie

### En tant que leader
- 1954 : When Farmer Met Gryce (en), avec Art Farmer (Prestige)
- 1955 : Nica's Tempo (en), Gigi Gryce orchestra et quartet (Savoy Records)
- 1957 : Jazz Lab (en), avec Donald Byrd (Columbia)
- 1957 : Gigi Gryce and the Jazz Lab Quintet (en) (Prestige)
- 1957 : At Newport (en), avec Donald Byrd (Verve)
- 1957 : New Formulas from the Jazz Lab (en), avec Donald Byrd (sorti en 1982, Verve)
- 1957 : Jazz Lab (en), avec Donald Byrd (Verve)
- 1957 : Modern Jazz Perspective (en), avec Donald Byrd (Columbia)
- 1958 : Gigi Gryce (en) (MetroJazz Records)
- 1960 : Saying Somethin'! (en) (Prestige)
- 1960 : The Hap'nin's (en) (Prestige)
- 1960 : The Rat Race Blues (en) (New Jazz)
- 1960 : Reminiscin' (en) (Mercury)

Inédits
- 2011 : Doin' the Gigi (en), enregistrements studio et live de 1957 à 1961 (Uptown)

### En tant que sideman
Avec Henri Renaud
- 1955 : Henri Renaud Quintet joue Gigi Grice avec Bobby Jaspar (Vogue Records)

Avec Duke Jordan
- 1955 : Do It Yourself Jazz Vol. 1 (Savoy)
- 1955 : Jazz Laboratory Series Vol. 1 (Signal)

Avec Hall Overton
- 1955 : Jazz Laboratory Series Vol. 2 (Signal)

Avec Art Farmer
- 1955 : Art Farmer Quintet Volume 2 Featuring Gigi Gryce (Prestige)
- 1956 : Art Farmer Quintet Featuring Gigi Gryce (Prestige)

Avec Mal Waldron
- 1957 : Mal-1, Mal Waldron Quintet Featuring Gigi Gryce And Idrees Sulieman (Prestige)

Avec Thelonious Monk
- 1957 : Monk's Music
- 1957 : Thelonious Monk with John Coltrane

### En français
- Alain Gerber, L'étrange destin de George General Grice Jr., Éditions Rouge Profond, collection Birdland, 2008.

### En Anglais
- (en) Noal Cohen et Mike Fitzgerald, Rat Race Blues : The Musical Life of Gigi Gryce, Berkely Hill Books, 2002 (ISBN 1893163253).